# Bitva o komplex Tora Bora
Bitva o komplex Tóra Bóra byla vojenská operace, která se uskutečnila v prosinci 2001 v Afghánistánu v úvodní části nové války v zemi. Důvodem začátku bojových operací byly předpoklady, že by se v hornatém terénu v oblasti Tora Bora mohl nacházet vůdce teroristické organizace Al-Káida Usáma bin Ládin. Navzdory likvidaci vojsk Tálibánu v oblasti nebyl bin Ládin dopaden.
Jeskynní komplex Tora Bora (v překladu Černý prach) se nachází v pohoří Bílé hory nedaleko chajbarského průsmyku na východě Afghánistánu. V prosinci 2001 se jednalo o poslední významnou baštu al-Káidy a jejích spojenců z hnutí Tálibán v zemi. Podle informací rozvědky se v něm mělo nacházet několik významných představitelů Al-Káidy, mezi nimi i její šéf Usáma bin Ládin.

## Pozadí
Spolehlivé informace o struktuře komplexu dosud chybí, ale s jistotou lze říci, že fámy o rozsáhlých bunkrech v nichž se skrývala těžká technika se nezakládají na pravdě. Tora Bora měla mít i svou vlastní hydroelektrárnu a podle střízlivých odhadů poskytovala útočiště pro zhruba tisíc mužů. Jádro tvoří síť jeskyní, která byla posílena dobudovanými tunely během bojů proti sovětské armádě. Na výstavbě Tora Bora se aktivně podílela i americká CIA v rámci operace Cyklon. Některé stavby jsou ale ještě starší, protože oblast byla i v minulosti pro okolní těžký terén vyhledávaným útočištěm.

## Boj

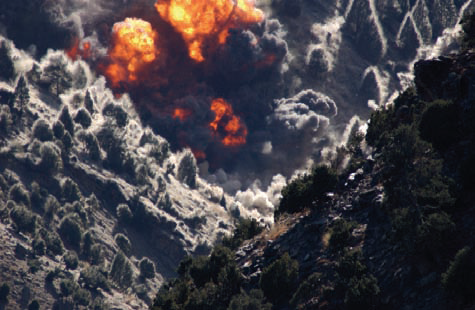
Nálet na pozice Talibanu u Tora Bora

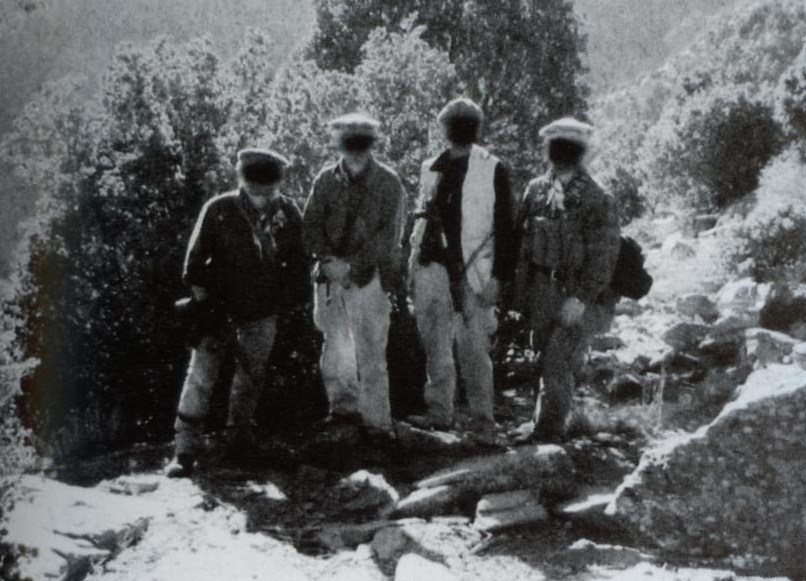
První americký tým v Tora Bora

Příslušníci Severní aliance se jen pomalu probíjeli přes těžký terén směrem k poslednímu opěrnému bodu Talibanu. Podporu jim poskytovalo několik příslušníků amerických a britských speciálních jednotek, kteří měli na starost mimo jiné navádění letecké podpory na pozemní cíle. Po krátké přestávce se nejintenzivněji boje rozhořely 12. prosince, ale podle některých zdrojů šlo už jen o snahu poskytnout čas představitelem Al-Káidy na útěk.
Ze strany spojenců zasáhlo do bojů asi 50 příslušníků různých amerických a britských speciálních jednotek. Překvapivé informace zveřejnili v srpnu 2008 německé noviny Frankfurter Allgemeine Zeitung, podle nichž se do boje mělo zapojit i několik příslušníků německé speciální jednotky KSK. Tento údaj se ale nedá potvrdit z dalších zdrojů.
Jak se tlak spojenců stále více soustředil na Tóra Bóra Taliban byl stále více zatlačován. Napomohly tomu i lokální milice v počtu asi 2 000 mužů, které se díky snaze (a penězům) CIA připojili na stranu spojenců. Bohužel boje si vyžádaly i oběti v řadách civilistů. Podle oficiálních informací se jejich počet vyšplhal až na 100 – 200.
2. prosince vyslali na místo bojů dalších 20 příslušníků speciálních sil. 5. prosince se postupujícím afghánským milicím podařilo dobýt níže položené jeskyně a Taliban se musel stáhnout do výše položených postavení. Do boje zasáhla i jednotka Afghánců spolupracující s agenty CIA, ale dostala se pod přátelskou palbu. Ta způsobila těžké ztráty, ale jednotka i tak pokračovala v boji.
Taliban nemohl odolávat navždy. Postupující vojska krok za krokem dobývala jednotlivé opěrné body. Definitivní pád Tora Bora nastal 17. prosince, kdy byly dobyty všechny jeskyně a tunely. Nebyly ale nalezeny žádné rozsáhlé podzemní stavby o kterých se mluvilo, pouze většinou přírodní jeskyně s nevelkými sklady zbraní a munice.

## Pátrání po bin Ládinovi
Jednotky USA pátraly po bin Ládinovi i během ledna, ale marně. Přitom zejména v řadách mužů zapojených do pátrání po bin Ládinovi se říká, že k jeho dopadení měli blízko. Bývalý agent CIA Gary Bernstern pověřen nalezením Usámy bin Ládina napsal v roce 2005 knihu Jawbreaker. V ní tvrdí, že se mu dokonce podařilo bin Ládina lokalizovat, ale žádost o vyslání vojsk byla zamítnuta. Údajně několik zadržených členů Al-Káidy potvrdilo, že bin Ládin unikl 16. prosince horskými průsmyky směrem na východ do Pákistánu. V roce 2008 Bernsternův názor podpořil i bývalý příslušník SAS vystupující jako Andy McNab.
Na druhou stranu v říjnu 2004 generál Tommy Franks pro noviny The New York Times řekl, že není vůbec jisté, zda se bin Ládin v Tora Bora někdy nacházel. Ten měl během bojů několikrát oslovit své přívržence pomocí rádia, ale nedá se prokázat, zda vysílání pocházelo z okolí komplexu.
Bývalý velitel skupiny Delta Force známý jako Dalton Fury v televizním pořadu 60 minut také vyjádřil názor, že bin Ládin Američanům těsně unikl. Uvedl tři hlavní důvody, které to měly zavinit:
- Domněnka, že Pákistán dostatečně nehlídá hranici
- Neschválení zaminování ústupových tras z Tora Bora
- Těžiště bojů bylo na ramenou Afghánců, a ne amerických vojskách

Dalton Fury tvrdil, že v jednu chvíli se se svou jednotkou nacházel jen 2 000 metrů od Usámy bin Ládina. Ale jeho plán útoku nebyl schválen, protože chyběly informace o bin Ládinově ochrance a chyběla podpora ze strany afghánských vojsk. Navíc Afghánci uzavřeli s bojovníky v Tora Bora příměří. Američané chtěli i tak pokračovat v boji, ale jejich afghánští spojenci na ně namířili své zbraně. Trvalo dvanáct hodin než se podařilo Afghánce přesvědčit, aby se postup obnovil. Oddíl Delta Force pokračoval ve své činnosti a nakonec se mu podařilo lokalizovat jeskyni ve které měla být skupina bojovníků al-Káidy. Následoval letecký úder, ale když ji o půl roku později spojenci prohledávali, tělo bin Ládina nenašli. Podle některých zdrojů měl bin Ládin po útoku zraněné rameno, avšak podařilo se ho evakuovat a byla mu poskytnuta zdravotní péče.

## Dopady
Po pádu Tora Bora následovalo upevňování kontroly nad zemí. Mnoho osobností se vrátilo z exilu, a pod vedením Hamída Karzaje vznikla prozatímní vláda. Američané vytvořili z letiště Bagram (které již v minulosti využívali Sověti) svou hlavní základnu v zemi. Po pár měsících byla spuštěna operace Anakonda, která ukázala, že Taliban nebyl definitivně poražen.